# Finger tapping

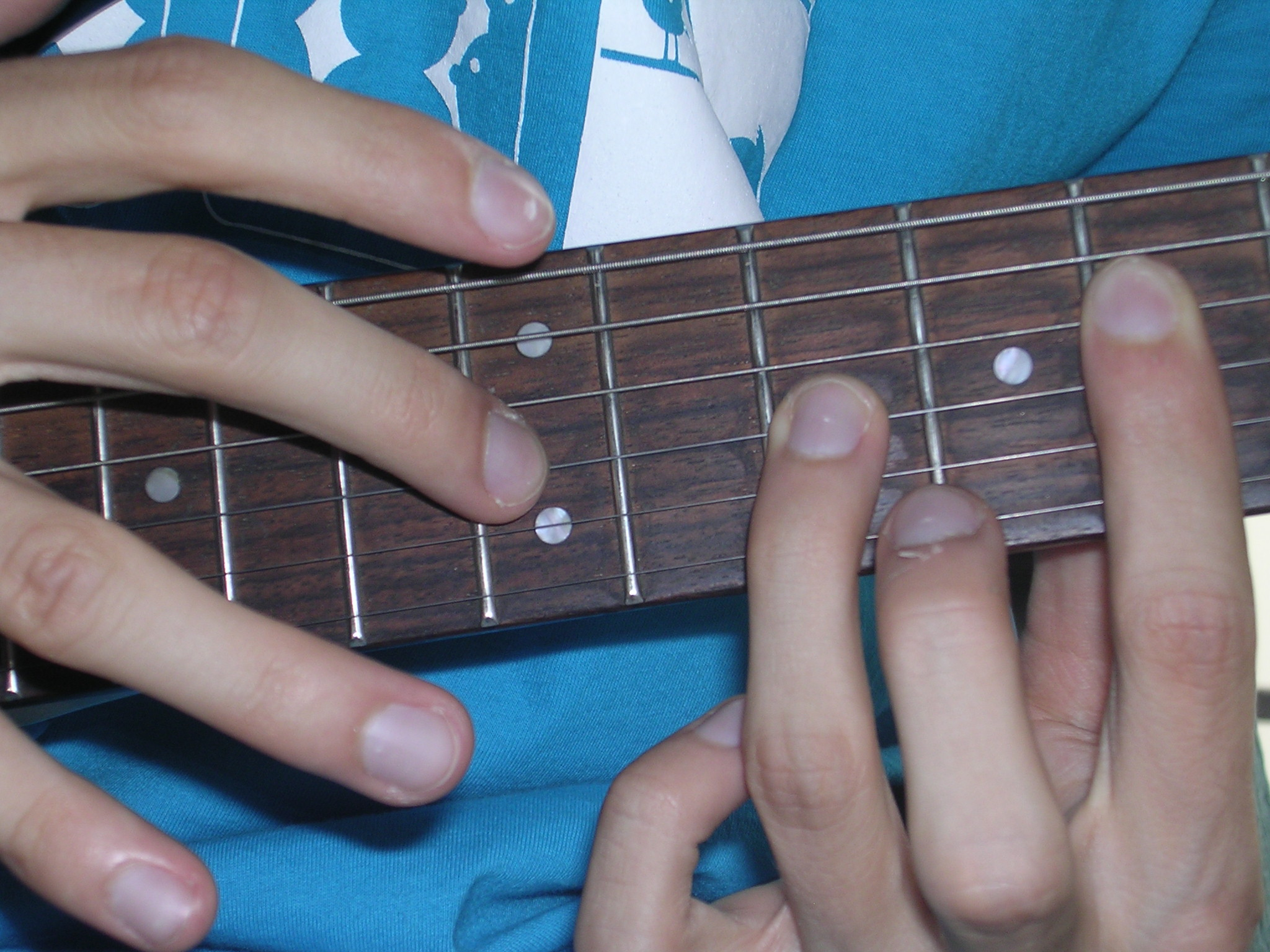
Tapping

Finger tapping, eller tapping, är en teknik att spela gitarr och andra stränginstrument. När man 'tappar' använder man bägge händerna på greppbrädan och man använder samma teknik som när man gör en traditionell drill.
Vid finger tappning används inte bara grepphandens fingrar (som vid drill) utan också den tillfälligt lediga andra handen för att hjälpa grepphanden. Vid finger tapping (som vid drill) slår man an en ton (hårt, bestämt och med en snärt) mellan två band på gitarrhalsen vilket får strängen att ljuda och när den ljuder spänner man strängen med fingret som slog och släpper av som en pilbåge. Man håller också ett ledigt finger som 'ankare' Det vanliga är pekfingret som ankare och drillen utförs med lång eller ringfingret.
Tapping har använts långt tillbaka bland basister och gitarrister, men det var Edward Van Halen som i slutet på 1970-talet (Inspirerad främst av Jimmy Page) revolutionerade gitarrvärlden med sin briljanta och snabba teknik. Dels med plektrum, men mest för att han använde sig av tapping, något som ingen annan känd musiker hade gjort på det sättet förut. Exempel på tapping Edward Van Halens solo-spår, Eruption, från hans första skiva, Van Halen (1978).
Tekniken går att spåra så långt bakåt som till violinisten Niccolò Paganini, som använde sig av en form av tapping på sin fiol. I mer modern tid räknas Jimmie Webster till en av de första musikerna som använde sig av tapping på gitarrer. Det är inte bara gitarrer som man kan 'tappa' på. En som gick ett steg längre var Emmett Chapman, skaparen av the Chapman Stick™